# 国際法委員会
国際法委員会（こくさいほういいんかい、英語: International Law Commission、ILC）は、国際法の漸進的発達と法典化のため、1947年、国際連合総会によって設立された、国際連合の組織（総会の補助機関）である。国際法の専門家34人で構成される。
国際法の諸問題を審議し、多数国間条約の草案を起草することを活動の中心としており、今まで、条約法に関するウィーン条約など、国連の重要な条約の起草を行ってきた。

## 沿革
国際連合憲章は、総会が「国際法の漸進的発達と法典化を奨励すること」などの目的のために研究を発議し、勧告をすることとしている（13条1項）。
これを受けて、国連総会は、第1回通常会期第2部開会中の1946年12月11日に採択した決議において、国連憲章に定められた使命を達成するための手続を検討すべく、「国際法の漸進的発達と法典化のための委員会」、別名「17人委員会」を設立した (A/RES/94 (I))。同委員会は、1947年5月12日から同年6月17日までの間に30回の会合を開き、国際法委員会の設置を勧告する報告書を提出した。その中では、国際法委員会は政府代表ではなく個人資格の国際法専門家で構成されるとの方針が多数に支持された。
これを受けて、国連総会は、第2回通常会期中の1947年11月21日に採択した決議において、国際法委員会を設立するとともに、第6委員会で準備された26条から成る国際法委員会規程を制定した (A/RES/174 (II))。
規程に従い、国際法委員会の最初の選挙が1948年11月3日に行われ、第1回会期は1949年4月12日に開会した。

## 組織
国際法委員会は、総会が5年の任期で選ぶ34人の委員で構成される。日本からは、これまで、横田喜三郎元国際法教授（1957-61年）、鶴岡千仭元国連大使（1961-81年）、小木曽本雄元駐タイ大使（1982-91年）、山田中正元駐インド大使（1992-2009年）が委員を務めた。2009年5月、山田委員の辞任に伴う選挙で村瀬信也上智大学教授が選出された。
役員
会期ごとに、構成員の中から、議長、第1・第2副議長、起草委員会の委員長、及び一般報告者 (General Rapporteur) が選ばれる。これらの5委員によりビューロー (Bureau) が構成され、会期の予定や組織的事項について決定する。また、これらビューローの構成員に加えて前会期の議長や特別報告者 (Special Rapporteur) らを加えて拡大ビューロー (Enlarged Bureau) が設けられている。また、1970年代以降、会期ごとに立案グループ (Planning Group) が設けられており、委員会のプログラムと作業方法について検討することとされている。
本会議
本会議 (plenary) では、主に特別報告者、ワーキンググループ、起草委員会、立案グループの報告を審査する。また、起草委員会への条文案の諮問や、条文案の承認を行う。会期末には、本会議で国連総会に対する年次報告書を審査し、採択する。本会議は原則として公開で行われる。
特別報告者
特別報告者は、国際法委員会から任命を受けて、当該事項についての報告書を作成し、本会議での審査に参加し、起草委員会での作業に加わり、また草案に対する注釈を作成するなど、様々な重要な役割を担っている。
ワーキンググループ
国際法委員会では、トピックごとにワーキンググループ（小委員会、スタディグループ、諮問グループとも呼ばれる）が設けられてきた。国際法委員会の下に設立される場合と、立案グループによって設立される場合があり、特別報告者を任命する前の予備的な作業、同任命後の方針決定を行うほか、緊急時には案件全体を取り扱う。ワーキンググループで議論された草案は、直接本会議に送付される場合と、起草委員会の審査を受ける場合がある。
起草委員会
国際法委員会では、第1回会期から、会期ごとに起草委員会を設置している。起草委員会は、多様な法体系の価値観を踏まえながら、広く受け入れられる条文の起草を目指す。起草委員会の答申した条文案は、国際法委員会で全会一致で承認されることが多いが、修正を加えられたり、再度起草委員会に付託されたりすることもある。

## 会期
国際法委員会の会期は、原則としてジュネーヴで開かれる。ただし、第1回会期（1949年）はニューヨークの国際連合本部で、第6回会期（1954年）はパリのユネスコ本部で、第17回会期第2部（1966年1月）はモナコで、第50回会期（1998年）はニューヨークで行われた。当初、規程12条によりニューヨークの国連本部で開催することとされていたが、事務総長と協議の上、翌年（1950年）からジュネーヴに場所を移すこととした。1955年、総会で規程12条が改正されて国際連合ジュネーブ事務局で行うこととされた。
会期の長さは、規程には特に定めがなく、1973年までは10週間が通常であった。1973年、総会は、翌74年の第26回会期について12週間とすることを承認し、その後も12週間が通常となった（ただし第38回会期（1986年）は予算上の理由により10週間）。近年は、会期を第1部と第2部に分けて行うことも多い。

## 活動
国際法委員会の活動の中心は、国際法の様々な側面に関して草案を作成することである。委員会自身が主題を選ぶ場合と、総会から付託される場合がある。

### 当初の主題
1949年の第1回会期で、国際法委員会は次の14の主題を研究の対象とすることとした。
1. 国家及び政府の承認
2. 国家及び政府の承継
3. 国家及びその財産の裁判権免除
4. 国家領域の外で行われた犯罪についての管轄
5. 公海の規律
6. 領海の規律
7. 国籍（無国籍を含む）
8. 外国人の取扱い
9. 亡命の権利
10. 条約法
11. 外交関係及び免除
12. 領事関係及び免除
13. 国家の責任
14. 仲裁手続

このうち「国家及び政府の承継」は、後に「条約に関する承継」、「条約以外の問題に関する承継」、「国際機関の構成資格に関する承継」の三つに分けられた。また、「公海の規律」と「領海の規律」については第8回会期（1956年）で「海洋法」という一つの主題にまとめて最終報告書が作成された。これらの当初設定された主題は、以後50年以上にわたる国際法委員会の基本的な作業プログラムとなり、今までに、「国家及び政府の承認」、「国家領域の外で行われた犯罪についての管轄」、「外国人の取扱い」、「亡命の権利」を除き、上記主題について最終報告書を提出している。

### 追加された主題
上記の当初の主題に、その後25の主題が追加された。
当初の主題に対するフォローアップとして総会により国際法委員会に付託された主題
1. 国家と国際機関との関係（総会決議1289 (XIII)、1958年12月5日）
2. 歴史的湾その他の歴史的水域に関する法的枠組み（総会決議1453 (XIV)、1959年12月7日）
3. 特別の使節団（総会決議1687 (XVI)、1961年12月18日）
4. 最恵国待遇条項（総会決議2272 (XXII)、1967年12月1日）
5. 国家と国際機関との間又は国際機関相互の間の条約に関する問題（総会決議2501 (XXIV)、1969年11月12日）
6. 国際法によって禁じられていない行為から生じた傷害の結果についての国際的責任（総会決議3071 (XXVIII)、1973年11月30日）

フォローアップではないが当初の主題に関係する主題
1. 外交伝書使及び外交伝書使の携行しない外交行嚢の地位（「外交関係及び免除」の関連主題）
2. 条約の留保（「条約法」の関連主題）
3. 国家承継における国籍（「国家及び政府の承継」並びに「国籍」の関連主題）
4. 外交的保護（「国家の責任」の関連主題）
5. 国際機関の責任（「国家の責任」の関連主題）

当初の主題とは関係のない新規の主題
1. 国際水路の非航行利用に関する法
2. 国家の一方的行為
3. 共有天然資源
4. 国際法の断片化

総会により特定の法的問題について文案の検討等を求められて行う特別の作業
1. 国家の権利及び義務に関する宣言草案（総会決議178 (II)、1947年11月21日）
2. ニュルンベルク原則の定式化（総会決議177 (II)、同日）
3. 国際刑事裁判管轄の問題（総会決議260B (III)、1948年12月9日）
4. 人類の平和と安全に対する罪法典案（総会決議177 (II)、1947年11月21日）
5. 多数国間条約に対する留保（総会決議478 (V)、1950年11月16日）
6. 侵略の定義に関する問題（総会決議378 (V)、1950年11月17日）
7. 国際連盟の援助の下に締結された一般的多数国間条約に対する拡張的参加の問題（総会決議1766 (XVII)、1962年11月20日）
8. 外交官の保護及び不可侵の問題（総会決議2780 (XXVI)、1971年12月3日）
9. 多数国間の条約締結プロセスに関する再検討（総会決議32/48、1977年12月8日）

規程24条に基づいて検討された主題
1. 慣習国際法の証拠をより容易に利用可能とするための方法及び手段

### 採択された条約
国際法委員会は、国連における国際法の法典化のための重要なフォーラムの一つである（ほかに国連人権委員会、宇宙平和利用委員会などのフォーラムがある）。国際法委員会が作成した条約の草案は、国連総会に送付された後、各国代表を招集して開催される外交会議で採択される場合と、直接総会によって採択される場合がある。
国際法委員会が起草して採択された条約には、次のようなものがある。
- 外交関係に関するウィーン条約（1961年ウィーンで採択）
- 領事関係に関するウィーン条約（1963年ウィーンで採択）
- 条約法に関するウィーン条約（1969年ウィーンで採択）
- 外交官も含む国際的に保護される者に対する犯罪の防止及び処罰に関する条約（1973年総会で採択）
- 条約に関する国家承継に関するウィーン条約（1978年ウィーンで採択）
- 国家の財産、公文書及び債務に関する国家承継に関する条約（1983年ウィーンで採択）
- 国と国際機関との間又は国際機関相互の間の条約法に関する条約（1986年ウィーンで採択）
- 国際水路の非航行利用に関する条約（1997年総会で採択）

### 近年の活動
国際法委員会は、1999年、国家の解体又は領土の分離などの際に無国籍者にならないようにする宣言案を採択した。2001年、「国際違法行為に対する国家の責任」に関する条項案を採択して、当初からの主題「国家の責任」についての研究を終了した。同年、危険な活動から生じる越境損害の防止に関する条項案を採択した。2006年、外交的保護に関する条項草案セット、危険な活動から生じる越境損害における負担の分配に関する原則案、法的義務を創設し得る国の一方的宣言に適用される基本原則を採択した。現在は、条約の留保、武力紛争が条約に及ぼす影響、国際機関の責任、外国人の追放、引渡し又は訴追の義務、共有天然資源などの問題が取り上げられている。